# Symfonie nr. 5 (Bax)
Arnold Bax werkte aan zijn Symfonie nr. 5 in eind 1931 en januari 1932. Hij begon aan het werk in het Schotse Morar en noemde het een “noords werk”.
Hij droeg het werk op aan zijn Finse collega Jean Sibelius en musicologen vergeleken het werk dan ook met de Symfonie nr. 4 en 5 van die componist. Het werk kent een in wezen driedelige opzet, maar wordt voorafgegaan door een introductie en wordt afgesloten met een epiloog. De drie delen:
- Poco lento - Allegro con fuoco - Moderato
- Poco lento – Molto tranquillo
- Poco moderato – Allegro – Epilogue: doppio movimento alla breve

Het werk begint zoals vermeld met een inleiding; het motief van vijf noten werd vergeleken met de vierde symfonie van Sibelius; de daarin solerende klarinet juist met de vijfde. Na de introductie is de typisch Baxiaanse muziek te horen, waarbij hij nog teruggrijpt op de muziek in de introductie. Deel 2 is het langzame deel en begint sprookjesachtig met tremolo’s in de strijkers, aangevuld met harp en trompet, later voegt de althobo zich bij harp en trompetten. Het slot deel is in tegenstelling tot deel 2 vrij stevig, waarbij de epiloog weer teruggrijpt op het begin en naar een Sibeliaans eind voert met een stevig triomfantelijk slotakkoord.
Het werk ging op 15 januari 1934 in première in de Queen's Hall met het London Philharmonic Orchestra onder leiding van Thomas Beecham. Bax schreef ook nog een uittreksel voor piano solo, een versie daarvan belandde in 1965 in het Sibelius Museum in Finland. Pianiste en liefde van Bax Harriet Cohen overhandigde het destijds aan de Finse minister van cultuur. Bax schreef overigens over deze vijfde symfonie naar pianist May Harrison, dat het niet zijn beste symfonie was, maar relativeerde het direct met de opmerking, dat het moeilijk is om over je eigen werk te oordelen. Het werd “slechts” tweemaal geprogrammeerd in de Promsconcerten, een uitvoering in 1945 en 1984.(gegevens 2017)
Orkestratie:
- 3 dwarsfluiten (II/III ook piccolo), 2 hobo’s, 1 althobo, 3 klarinetten (III ook esklarinet), 1 basklarinet, 2 fagotten, 1 contrafagot
- 4 hoorns, 3 trompetten, 3 trombones, 1 tuba
- pauken, 2 man/vrouw percussie, 1 harp
- violen, altviolen, celli, contrabassen

In 2017 zijn er vier opnamen beschikbaar van dit werk, alle gerelateerd aan Engeland:
- Uitgave Lyrita: Myer Fredman met het London Philharmonic Orchestra, een historische opname
- Uitgave Chandos: Bryden Thomson met het London Philharmonic Orchestra, een opname uit 1988
- Uitgave Naxos: David Lloyd-Jones met het Royal Scottish National Orchestra in een opname uit 1996
- Uitgave Chandos: Vernon Handley met het BBC Philharmonic opname circa 2010